# Dave Pegg
Dave Pegg (Birmingham, 2 novembre 1947) è un bassista britannico noto soprattutto per essere stato membro del gruppo storico progressive dei Jethro Tull durante buona parte degli anni ottanta.

## Biografia
Pegg diventò musicista di professione verso la metà degli anni sessanta. In questo periodo fallì la sua prima audizione come chitarrista per The Uglys, un gruppo rock guidato da Steve Gibbons il quale però gli offrì un posto come bassista.
Il 1970 è un anno particolarmente significativo nella vita di Pegg in quanto entra a far parte dei Fairport Convention. Infatti Ashley Hutchings, fondatore e bassista della band, abbandonò la stessa per creare gli Steeleye Span e così Pegg lo sostituì.
Nel 1979 i Fairport si dissolvono e Pegg si unisce ai Jethro Tull come sostituto di John Glascock, deceduto nel novembre di quell'anno.
I Fairport decidono però di riunirsi nel 1985 e Pegg li segue senza però abbandonare completamente i Jethro Tull. Anzi nel 1987 nasce una sorta di gemellaggio fra le due band in seguito ad un concerto dei Jethro negli USA con i Fairport che aprivano i concerti.
Attualmente Pegg vive a Banbury, nell'Oxfordshire. Dalla moglie Christine (da cui ha divorziato) ha avuto due figli: Stephanie e Matt, attuale bassista dei Procol Harum

## Discografia solista
- The Cocktail Cowboy Goes It Alone (1983)
- Birthday Party (1998)